# Endodeca
Endodeca es un género botánico con seis especies de plantas fanerógamas perteneciente a la familia Aristolochiaceae. 
Endodeca se considera un sinónimo del género Aristolochia.

## Especies
- Endodeca bartonii Klotzsch
- Endodeca dodecandra Raf.
- Endodeca hastata Raf.
- Endodeca polyrrhizos Klotzsch
- Endodeca sempervirens Raf.
- Endodeca serpentaria Raf.